# Allium joharchii
Allium joharchii — вид рослин з родини амарилісових (Amaryllidaceae); ендемік Ірану.

## Опис
Цибулини довгасто-яйцюваті, довжиною 2–2.5 см і шириною 1–1.5 см, зовнішні оболонки сіруваті; цибулинки, очевидно, відсутні. Стеблина довжиною 30–50 см. Листків 3(4), коротші від стеблини, шириною 1–2 мм, порожнисті, голі, жолобчасті, напівциліндричні. Суцвіття субкулясті, багатоквіткові. Квітконіжки майже однакової довжини, 10–20 мм у довжину, з довгими прикореневими приквітками. Квітки чашоподібні; листочки оцвітини 3–3.5 мм завдовжки, яйцюваті, грубі, гострі. Коробочки субкулясті, більші за квітки.

## Поширення
Ендемік Ірану.